# 宿應麟
宿應麟（1515年—？），原名宿應參，字文炳，又字季瑞，號槐亭、又号槐庭，山東萊州府掖縣人，民籍，明朝政治人物。

## 生平
嘉靖二十二年（1543年）癸卯科山東鄉試第六十八名。嘉靖二十三年（1544年），登第三甲第一百七十五名進士。初授行人司行人，二十七年三月选授广东道試監察御史，二十九年任两浙巡盐御史，曾上疏请开海禁。後改名为宿应麟，三十四年（1555年）出为严州府知府，在任三年，豪右屏迹，狱无冤民。后忤督木使者，被逮，不久释放。復除凤阳府知府，四十五年升苑马寺卿，十二月被直隶巡按御史孙丕扬弹劾贪黩不职，被革职为民。

## 家族
曾祖宿福榦；祖父宿富；父宿敖，典膳。母張氏。具庆下。兄應軫。